# Agribank

Vietnam Bank for Agriculture and Rural Development (Agribank, Ngân hàng Nông nghiệp và Phát triển Nông thôn Việt Nam) — в'єтнамський державний сільськогосподарський банк, який спеціалізується на кредитуванні селян і фермерських господарств. Входить в трійку найбільших банків країни (поряд з Bank for Investment and Development of Vietnam і Vietinbank), найбільший банк В'єтнаму за розміром активів. Штаб-квартира, операційний і картковий центри розташовані в Ханої.

## Історія
Заснований у 1988 році в результаті реорганізації Державного банку — Agricultural Development Bank of Vietnam, в 1990 році перейменований на Vietnam Bank for Agriculture (VBA), в 1996 році — в Vietnam Bank for Agriculture and Rural Development.
Agribank володіє найбільшою мережею філій у В'єтнамі, працюючи через 2,3 тис. відділень і офісів.